# 母指対立筋
母指対立筋（ぼしたいりつきん、Opponens pollicis muscle）は人間の上肢の筋肉で母指の対立、CMC関節の屈曲を行う。
大菱形骨結節、屈筋支帯から起こり、第1中手骨橈側縁で停止する。